# Divizijski general (Francija)
Divizijski general (izvirno francosko Général de division; dobesedno general divizije) je višji vojaški čin, ki je v uporabi v Francoski kopenski vojski in Francoski žandarmeriji; v Francoskem vojnem letalstvu mu ustreza čin letalskega divizijskega generala (Général de division aérienne), medtem ko mu v Francoski vojni mornarici ustreza čin viceadmirala (Vice-amiral). V skladu z Natovim standardom STANAG 2116 čin nosi oznako OF-7.
Velja za najvišji generalski čin, a z dekretom 6. junija 1939 lahko divizijski general pridobi čin korpusnega ali armadnega generala. Je nadrejen brigadnemu generalu in podrejen korpusnemu generalu.
Divizijski general, kot že pove ime, običajno poveljuje diviziji, vojaški enoti, ki je sestavljena iz več brigad. Osnovna oznaka simbola so tri zvezde.

## Oznake
- Oznaka čina divizijskega generala Francoske kopenske vojske
- Oznaka čina divizijskega generala Francoske žandarmerije